# NGC 6293
NGC 6293 (другие обозначения — GCL 55, ESO 519-SC5) — шаровое скопление в созвездии Змееносец.
Этот объект входит в число перечисленных в оригинальной редакции «Нового общего каталога».